# Nieuwe watertoren (Tiel)
De nieuwe watertoren in de Nederlandse gemeente Tiel staat aan het Fabriekslaantje bij de Echteldsedijk. De watertoren is gebouwd in 1946. Hij is 35 meter hoog en heeft een waterreservoir van 500 m³.
De oude watertoren aan de Echteldsedijk werd in 1890 gebouwd, naar een ontwerp van de Utrechtse Waterleiding Maatschappij. Watertorens werden primair gebruikt om de druk op de waterleiding te houden. Het pompstation omvatte oorspronkelijk meerdere gebouwen; naast de watertoren met uitbouw was er een woning, een stoomgemaal met schoorsteen om het kwelwater op te pompen naar het reservoir in de toren, een filterinstallatiegebouw en een kantoortje. Tijdens de Tweede Wereldoorlog werd de oude watertoren grotendeels verwoest.

## Nieuw pompstation
De toren in zijn huidige verschijningsvorm is het resultaat van de herbouw in 1946, naar een ontwerp van de architect G.B.F. Hoes. De schoorsteen, het stoomgemaal en het kantoortje werden gesloopt en een berging werd bijgebouwd. In 1953 werd de watertoren landelijk bekend door de proeven met drinkwaterfluoridering. In 1992 verloor de toren zijn laatste functie voor de watervoorziening. De pompen werden uitgeschakeld nadat in Zoelen een nieuw pompstation was geopend.
Omstreeks 2004 heeft het waterleidingbedrijf de toren verkocht aan een particulier. Nog voordat hij er in kon gaan wonen, werd de toren gekraakt. De krakers kregen uiteindelijk een taakstraf, omdat de toren niet leeg stond maar gebruikt werd door een zendamateur.

## Particuliere woning
Sinds 2006 is de toren in het bezit van Van Herwijnen Vastgoed BV. In 2013 kende de Provincie Gelderland aan de eigenaar een subsidie toe voor de herbestemming van de watertoren. De herbestemming van de watertoren was een van de 24 culturele activiteiten en projecten die voor subsidie in aanmerking kwamen. In september 2016 was de verbouwing en restauratie van het gemeentelijk monument gereed en op 15 september vond de officiële opening plaats.
In de watertoren is een woning met kantoorruimte op de tweede verdieping gerealiseerd. Veel oude elementen, zoals het waterreservoir boven in de toren en het fluorapparaat (1953) van Backer Dirks, zijn bewaard gebleven en gerestaureerd. Er is volop rekening gehouden met verblijf- en broedplaatsen van diverse soorten vleermuizen en vogels, zowel in de muur van de toren als rondom de toren.